# Chaumont, Haute-Marne
Chaumont je mesto in občina v severni francoski regiji Šampanja-Ardeni, prefektura departmaja Haute-Marne. Leta 1999 je mesto imelo 25.996 prebivalcev.

## Geografija
Kraj leži na robu Langreške planote, ob reki Marni.

## Administracija
Chaumont je sedež dveh kantonov:
- Kanton Chaumont-Jug (del občine Chaumont, občine Buxières-lès-Villiers, Foulain, Luzy-sur-Marne, Neuilly-sur-Suize, Semoutiers-Montsaon, Verbiesles, Villiers-le-Sec),
- Kanton Chaumont-Sever (del občine Chaumont, občine Brethenay, Chamarandes-Choignes, Condes, Euffigneix, Jonchery, Laville-aux-Bois, Riaucourt, Treix).

Mesto je prav tako sedež okrožja, v katerega so poleg njegovih dveh vključeni še kantoni Andelot-Blancheville, Arc-en-Barrois, Bourmont, Châteauvillain, Clefmont, Juzennecourt, Nogent, Saint-Blin in Vignory z 69.223 prebivalci.

## Zgodovina
V zgodovini sedež grofov Bassignyja, kasneje Šampanje, je Chaumont bil kraj vojaškega sporazuma Združenega kraljestva, Avstrije, Prusije in Rusije v boju proti Napoleonu I. v letu 1814. Kraj je bil bombardiran med drugo svetovno vojno (1940, 1944). Leta 1951 je NATO začel z gradnjo zračne baze, v kateri je bil do leta 1967 nastavljen del Vojnega letalstva ZDA, danes pa se tu nahaja 61. topniški polk.

## Znamenitosti
- grajski stolp šampanjskih grofov iz 11.-12. stoletja, danes se v njem nahaja umetnostno zgodovinski muzej;
- bazilika sv. Janeza Krstnika (13. - 14. stoletje);
- jezuitska kapela
- železniški viadukt (dolžina 600 m, višina 52 m, 50 lokov), ki povezuje Pariz z Baslom;

## Pobratena mesta
- Ashton-under-Lyne (Združeno kraljestvo),
- Bad Nauheim (Nemčija),
- Ivrea (Italija),
- Oostkamp (Belgija),
- San, (Mali).